# Litra KS
DSB Litra KS er et dansk damplokomotiv ejet af DSB. I alt 9 Litra KS blev bygget i perioden 1886-1893 af forskellige producenter. Lokomotiverne blev oprindeligt bestilt af Det Sjællandske Jernbaneselskab, og ved sammenlægningen af maskinafdelingerne for Sjælland og Jylland-Fyn i 1893, blev de omlitreret fra SJS Litra K til DSB Litra KS.

## Udvalgte tekniske specifikationer
- Længde: 13,848 meter[1]
- Vægt: 64,9 tons[1]
- Maksimal hastighed: 100 km/h[1]

## Historie
I begyndelsen efter deres levering blev KS-lokomotiverne brugt til hurtigtog på Den Sjællandske Vestbane mellem København og Korsør samt Sydbanen mellem Roskilde, Køge, Næstved og Masnedsund, hvor de trak internationale tog. Efter ankomsten af de mere kraftfulde K-lokomotiver fra 1897, blev KS-lokomotiverne omplaceret til Nordbanen og Kystbanen for at betjene grosserertog fra Helsingør til København. Senere blev de flyttet til Nordvestbanen mellem Roskilde og Kalundborg.
I sommeren 1920, kort efter Genforeningen med Sønderjylland, blev alle ni KS-lokomotiver overført til Statsbanernes 3. distrikt i Struer. Her blev de fordelt mellem maskindepoterne i Struer og Tønder for at varetage driften på de nyerhvervede sønderjyske jernbanestrækninger.
I anden halvdel af 1920'erne blev størstedelen af KS-lokomotiverne udrangeret, men enkelte overlevede indtil 1930'erne. Lokomotiv KS 273 blev udrangeret den 19. maj 1934, men i stedet for at blive ophugget blev det overført til Danmarks Jernbanemuseum.